# Cambridge International General Certificate of Education - Advanced Level
Le Cambridge International General Certificate of Education - Advanced Level (formellement aussi appelé le University of Cambridge International General Certificate of Education - Advanced Level; informellement aussi appelé  le(s) International (GCE) A-Level(s), le(s) Cambridge (GCE) A-Level(s) ou le(s) Cambridge International (GCE) AS et A Level(s)), est un diplôme scolaire international afin d'entrer aux universités globales, y compris l'Université de Cambridge, l'Université d'Oxford, Harvard, Stanford et toutes les universités de l'Ivy League. 

## Aperçu
Les Cambridge International A-Levels sont des qualifications basées sur des examens et créées, corrigées, gérées et réglementées par Cambridge (c.-à-d. une organisation et un département de l'Université de Cambridge). Les Cambridge International A-Levels sont la variante internationale du diplôme scolaire anglais du même titre,. Les Cambridge International A-Levels sont enseignés à plus de 10 000 écoles dans 160 pays, y compris la Chine, le Japon, le Canada, les États-Unis, la France, l'Allemagne, la Russie, l'Australie, l'Afrique et le Royaume-Uni.

## Structure
Bien que les Cambridge International A-Levels ressemblent fondamentalement à la version britannique, ils sont considérablement différents par rapport à la structure, au format et au contenu en comparaison du pendant anglais. Par exemple, les épreuves des Cambridge International A-levels peuvent être passées deux fois par an, en octobre/novembre et en mai/juin, alors que les examens de la version anglaise ont lieu seulement une fois par an, en mai/juin. Cependant, les Cambridge International A-Levels sont reconnus pour l'entrée à toutes les universités au Royaume-Uni,.
Les Cambridge International A-Levels sont usuellement complétés en une période de deux ans et terminés par des examens écrits. Les étudiants (exam candidates) ont la possibilité de passer chaque "paper" (examen) afin d'atteindre une qualification de Cambridge International A-Level en une session d'épreuve ou de passer des examens par étapes (staged assessment), où ils passent la moitié des testes nécessaires d'un Cambridge International A-Level, pour obtenir un certificat de Cambridge International "Advanced Subsidiary" (AS-Level); soit comme un stade élémentaire d'un diplôme complet de Cambridge International A-Level, soit pour recevoir une attestation indépendante de Cambridge International AS-Level.
Cambridge offre des examens en 55 matières différentes comme la mathématique, la physique, la chimie, la biologie et d'autres sciences et, en plus, des sciences humaines comme l'économie, l'histoire et des langues comme l'anglais, le français, l'allemand, le chinois ou bien l'arabe. Un élève complète d'habitude quatre matières au Cambridge International AS-Level et en fini après trois au Cambridge International A-Level. Pour chaque matière dont l'étudiant termine les épreuves avec réussite, il obtient une note/mention individuelle. Les notes sont attribuées selon des critères de "difficulté" en utilisant des modèles descriptifs (grade threshold). Les résultats sont reconnus globalement et contiennent des directives précises pour décrire le niveau atteint. Le Cambridge International A-Level est corrigé avec une échelle entre A* (la meilleure note) et E (la note minimum afin de passer). Avec le Cambridge International AS-Level il n'y a pas d'A*; là, le classement de notes est A à E.
Concernant le choix et la combinaison des trois matières pour les Cambridge International A-Levels, il y a de la flexibilité complète. C'est-à-dire, un élève peut, lorsqu'il le désire, choisir et passer soit seulement trois sciences (par ex. Math, Physique, Chimie), soit seulement trois sciences humaines (par ex. Anglais, Francais, Histoire) ou bien un mélange entre les deux (par ex. Anglais, Math, Histoire). En outre, il n'y a aucune obligation de compléter les matières concernées à une date fixe: Puisque les Cambridge International A-Levels sont construits de manière linéaire, la plupart des étudiants passent les épreuves en leurs matières à la fin de leur cours scolaire. Néanmoins, les élèves peuvent également compléter chaque matière d'affilée, l'une après l'autre,.

## Reconnaissance
Le Cambridge International General Certificate of Education - Advanced Level est reconnu pour l'entrée aux universités dans le monde entier, y inclus: au Royaume-Uni, aux États-Unis, au Canada, en Chine, au Japon, en Russie, en Allemagne, en Australie et en Inde. 
En raison de la convention de Lisbonne, les Cambridge International A-Levels sont acceptés pour l'admission aux universités dans au moins 50 pays. Plus que 500 universités américaines reconnaissent les Cambridge International AS- et A-Levels, y compris Stanford, Harvard et toutes les institutions de l'Ivy League. De nombreuses recherches et études ont démontré que le Cambridge International General Certificate of Education - Advanced Level est comparable à d'autres programmes scolaires qui sont plus longtemps établis aux États-Unis comme le Advanced Placement (AP) ou le Baccalauréat International (IB).
En Grande-Bretagne, les Cambridge International A-Levels sont reconnus pour l'entrée à toutes les universités (y compris Oxbridge).

## Liens extérieurs
- Cambridge University Press: Cambridge International AS and A Level
- Oxford University Press: Cambridge International AS and A Level
- Cambridge: Cambridge International A Level
- British Council: Cambridge International A Level